# Battaglia di Attu
La battaglia di Attu ebbe luogo tra l'11 e il 30 maggio 1943 sull'isola di Attu in Alaska come parte della campagna delle isole Aleutine durante la guerra nel Pacifico nella seconda guerra mondiale. Combattuta interamente tra l'Impero giapponese e gli Stati Uniti d'America, fu l'unica battaglia terrestre del fronte del Pacifico ad essere combattuta in un territorio che era parte delle aree insulari degli Stati Uniti.

## Premesse e antefatti
Le isole Aleutine costituivano una specie di strada che metteva in comunicazione il continente nordamericano e l'estremo oriente, lungo la più breve direttrice di collegamento tra San Francisco e Tokyo, e il loro valore strategico apparve evidente ad entrambi i contendenti. D'altra parte quella cintura di isole era una delle più inospitali zone del pianeta, dove le variabili e tempestose condizioni meteorologiche e la conformazione geologica avrebbero comunque rappresentato un notevole problema nel costituire basi permanenti, soprattutto aeree, sulle isole. Il Mare di Bering, dove le isole sono situate, fu addirittura definito una "fabbrica di tempeste", perché durante i mesi invernali si formano lassù una o due tempeste alla settimana, che poi viaggiano in direzione est e sud-est.
Nel maggio 1942, prima dello svolgimento della battaglia delle Midway, i comandi statunitensi considerarono Dutch Harbor e le Isole Aleutine come possibile obiettivo nemico; di conseguenza iniziarono ad organizzare un complesso di forze, comandate dal contrammiraglio Robert A. Theobald, destinate al Pacifico settentrionale.
Ma anticipando gli statunitensi, i giapponesi il 3 giugno 1942 lanciarono l'attacco contro le isole Aleutine: nelle prime ore della giornata, da alcune portaerei leggere inviarono su Dutch Harbour 23 bombardieri scortati da 12 caccia La formazione, a causa della nebbia e perché troppo esigua, provocò solo danni leggeri e l'attacco fu ritentato il giorno dopo con condizioni meteo più favorevoli. Anche il giorno seguente il risultato fu tutt'altro che decisivo e il 5 giugno le due portaerei furono richiamate a sud per partecipare all'operazione principale sulle isole Midway. Il 7 giugno, comunque, una piccola forza di invasione giapponese sbarcò 1 800 uomini su due delle tre isole che rappresentavano il loro obbiettivo, ossia Kiska e Attu, e le occuparono senza incontrare resistenza.
L'avvenimento fu molto propagandato in Giappone dove, anche per distogliere l'attenzione dal fallimento nelle isole Midway, l'azione venne presentata come un successo, nonostante in realtà la brulla natura rocciosa di queste isole tormentate dal maltempo non le rendesse adatte in ogni caso a ospitare basi aeree o navali per un'avanzata attraverso il Pacifico.

### Azioni estive e stallo
La situazione entrò in stallo a causa del maltempo e dello sforzo americano incentrato su altri fronti; per quasi un anno la situazione alle Isole Aleutine non cambiò, e i giapponesi continuarono ad occupare le isole.

La prima reazione statunitense fu un bombardamento navale all'isola di Kiska, dove una task force di cacciatorpediniere e incrociatori al comando del contrammiraglio W. W. Smith danneggiò le installazioni giapponesi sull'isola.

Nel frattempo partirono le operazioni per dotare l'isola di Adak di una pista di decollo, ultimata l'11 settembre, che consentì agli americani alcune incursioni aeree sull'isola di Kiska distante solo 400 km, e costringendo i giapponesi a trasferire la guarnigione di Attu a Kiska.

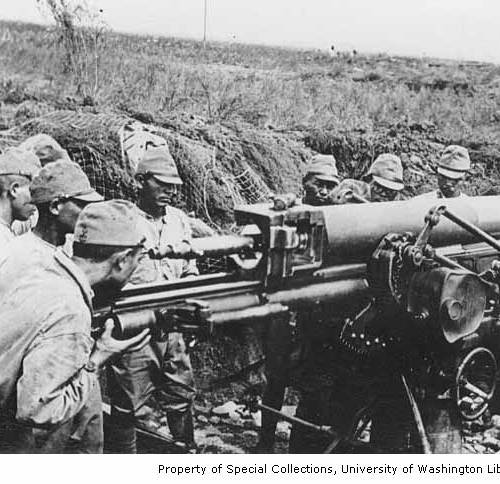
Artiglieri nipponici sull'isola di Attu

Il 30 settembre iniziò il contrattacco giapponese, quando partì la prima fase di una serie di azioni aeree di disturbo sull'isola di Adak; per il resto dell'anno, fino al maggio del 1943, fu un susseguirsi sporadico di piccole azioni di disturbo, senza particolari effetti.

## Preparazione e attacco
I comandi americani del Pacifico, preoccupati dalla possibilità di attacchi dalle basi nemiche nelle Aleutine, il 1º aprile diramano una direttiva per l'invasione dell'isola di Attu, l'operazione avrà luogo il 7 maggio e sarà diretta dall'ammiraglio Thomas C. Kinkaid, comandante della Task Force 16 del Pacifico settentrionale. Da lui dipendevano il contrammiraglio Rockwell (al comando delle forze anfibie da sbarco), e il generale Albert E. Brown alla testa della 7ª divisione fanteria.
Il 15 aprile, alcuni reparti di fanteria della 7ª divisione incominciarono quindi le prime operazioni di imbarco verso l'isola di Attu, prima vennero trasferiti ad Adak e a Dutch Harbour, base di partenza imbarco per le fasi finali delle operazioni. Quindi il 24 aprile dal porto della città statunitense di San Francisco, il grosso della 7ª divisione destinata alla conquista di Attu si imbarcò verso Cold Harbor in Alaska dove gli uomini furono sbarcati il 30 aprile. Come azioni preliminari, una squadra statunitense di tre incrociatori e sei cacciatorpediniere, al comando del contrammiraglio Charles H. McMorris, bombardò le basi nipponiche sull'isola di Attu, bersagliando particolarmente Chicagof Harbor e la baia di Holtz. Il 4 maggio, con un giorno di ritardo per il maltempo, da Cold Harbor partì il convoglio destinato all'invasione, che sempre a causa delle pessime condizioni atmosferiche arrivò tre giorni in ritardo all'ora X, quindi solo l'11 maggio il convoglio fu in vista dell'isola.

### Lo sbarco

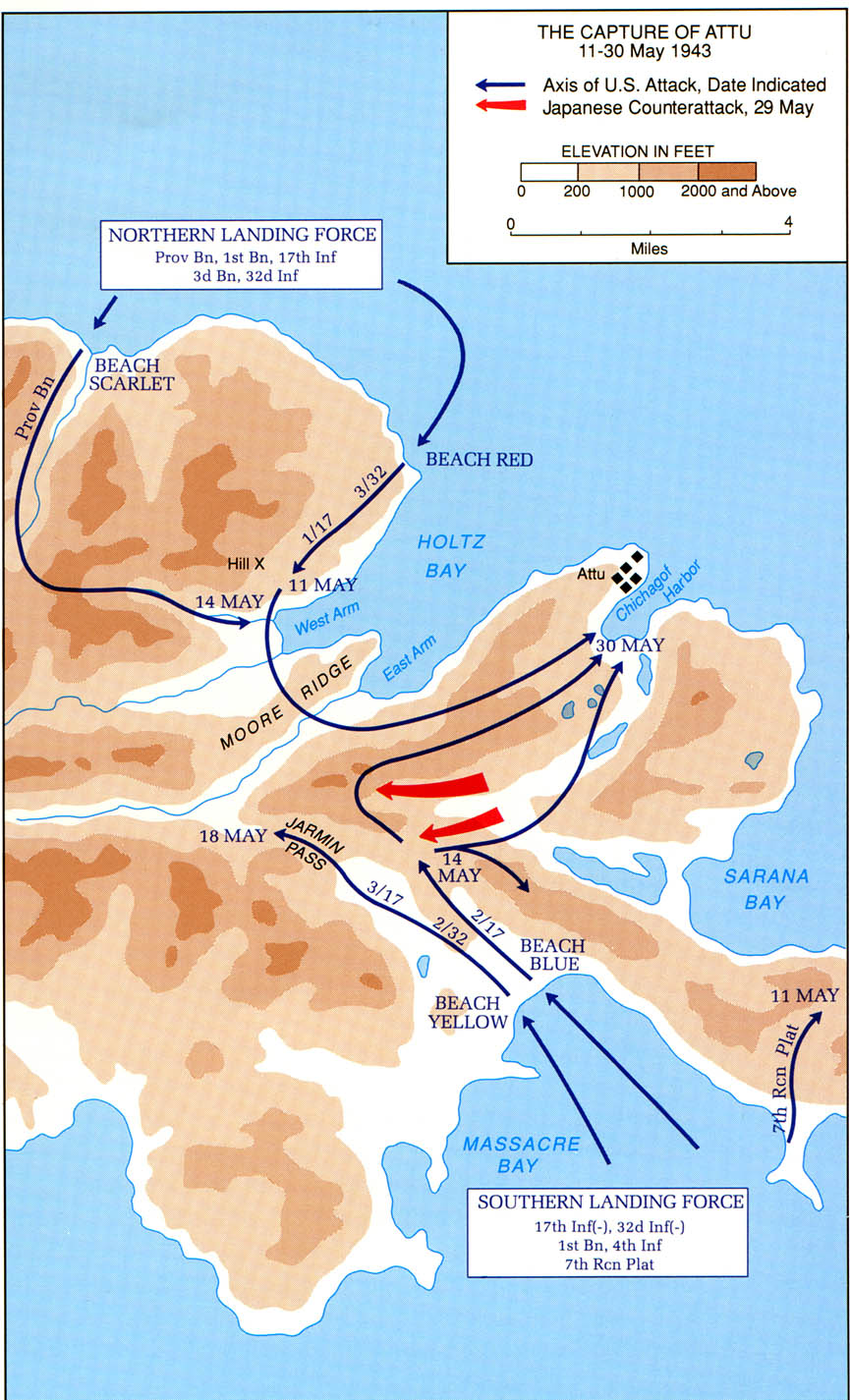
Piano di invasione dell'isola di Attu

L'11 maggio gli statunitensi sbarcarono sulle spiagge di Attu, protetti dalla nebbia e dal fuoco di tre corazzate di appoggio, anche se la Task Force 16 di Kinkaid fu fortemente limitata appunto dalla presenza della nebbia, che però causò un favorevole fattore sorpresa. I reparti che sbarcarono nel pomeriggio presero terra nella "Baia del Massacro" e a Punta Alexai, a ovest della Baia di Holtz, mentre altri sbarchi avvennero la notte del giorno dopo.

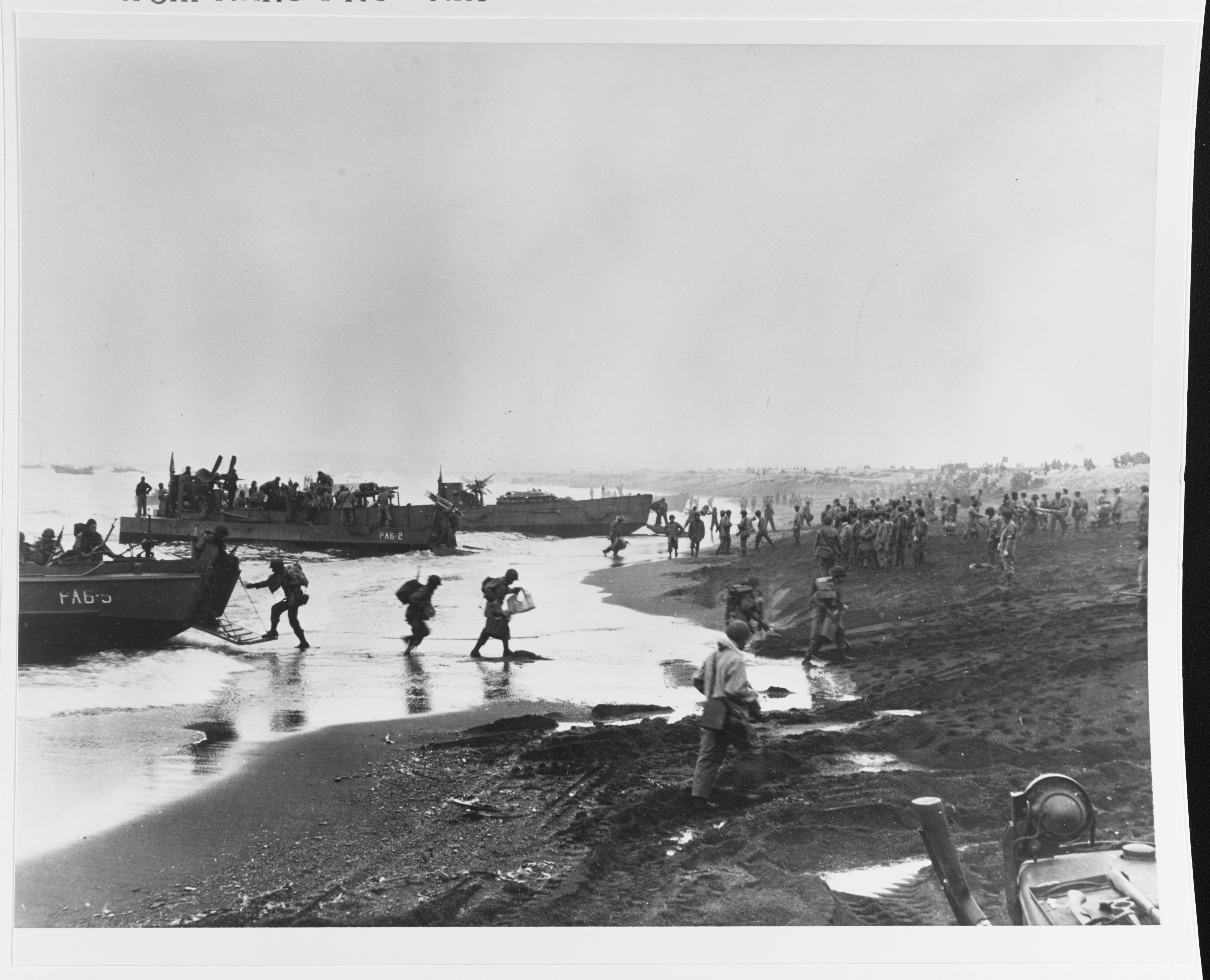
Truppe americane prendono piede sulle spiagge di Attu

Le truppe americane, pur non trovando resistenza sulle spiagge, furono subito impegnate appena si inoltrarono verso il Passo Jarmin, dove furono bloccate dal fuoco dei nipponici appostati sui rilievi intorno al passo. Il generale Brown, dovendo affrontare anche gli inattesi problemi logistici dovuti al fango che bloccava gli autocarri da rifornimento, predispose un attacco per il 12 maggio. Con l'appoggio dell'artiglieria navale, la 7ª divisione converse da due punti verso il Passo Jarmin ma l'attacco frontale alla Baia del Massacro non dette alcun risultato: i comandi statunitensi presto compresero che nonostante superassero i giapponesi di un rapporto di 4 a 1, la guarnigione nipponica avrebbe dato luogo a una caparbia resistenza. Per alcuni giorni il maltempo limitò l'azione dell'artiglieria navale e i nipponici offrirono una tenace opposizione, cercando subito violenti contrattacchi e inchiodando gli statunitensi sulle spiagge per diversi giorni, mentre le avanguardie della 7ª divisione sul Passo Jarmin non riuscirono a progredire.
Gli assalti statunitensi dalla Baia del Massacro a sud e dalla Baia di Hotz a nord-est continuarono nei giorni successivi; alla fine i giapponesi, per evitare di essere accerchiati, si ritirarono durante la notte del 17 maggio attestandosi su Chicagof Harbor, dove avrebbero tentato un'ultima resistenza. Avvantaggiati da una schiacciante superiorità numerica (gli Stati Uniti avevano oramai sbarcato più di 11 000 uomini, mentre ai giapponesi rimanevano circa 2 380 effettivi) e dal supporto aeronavale incontrastato, gli statunitensi occuparono le posizioni abbandonate nelle due baie e le teste di ponte si ricongiunsero al Passo Jarmin.

### L'accanita resistenza giapponese

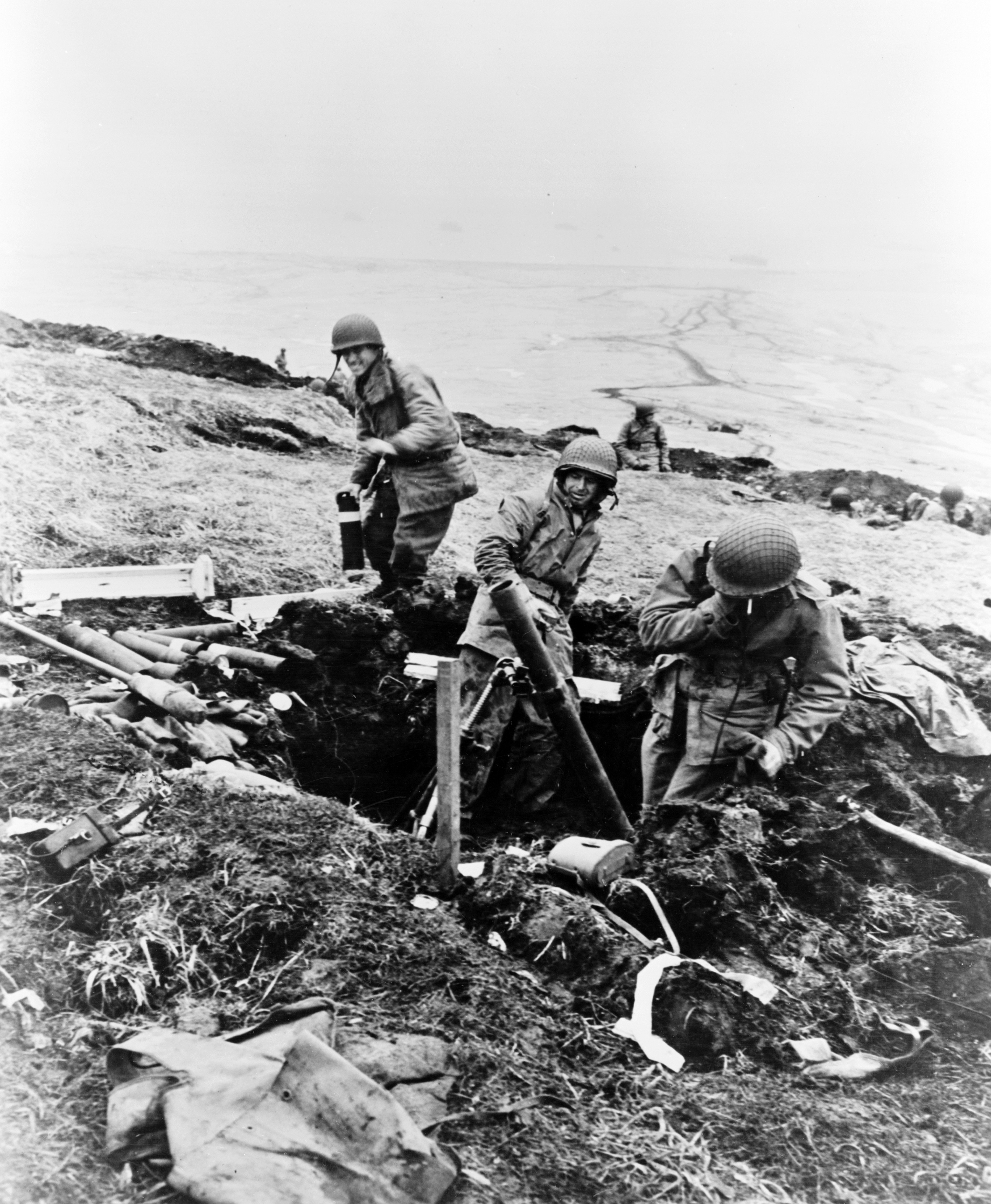
Soldati americani preparano un mortaio

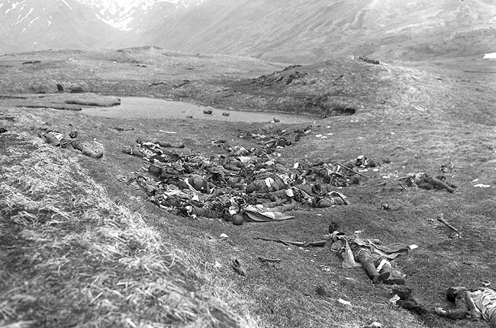
Soldati giapponesi morti dopo l'attacco banzai del 30 maggio

Le forze americane provenienti da nord e da sud, intanto si congiunsero, e approfittando degli eventi, vengono sbarcati nuovi reparti e rifornimenti per le truppe, intanto vennero iniziati rapidamente i preparativi per l'attacco a Chicagof Harbor dove si erano attestati i nipponici.
L'attacco iniziò prima dell'alba, per conquistare un passo per aprirsi una strada verso la valle di Sarana, ma i combattimenti si protrassero fino al tramonto senza portare a nessun risultato.
Le truppe statunitensi dopo duri combattimenti però riuscirono a penetrare nella valle il giorno successivo, e il 21 maggio riuscirono ad eliminare l'ultimo caposaldo giapponese sui picchi sovrastanti il passo, prima di avanzare verso la prossima cresta e ad un altro passo che li condurrà a Chicagof Harbor.
Il 22 maggio le truppe americane riuscirono a penetrare nella valle che conduce al Chigacof, mentre le truppe a nord, rimasero rallentate dalla difficoltà dell'ambiente montano, quel giorno poi le migliorate condizioni atmosferiche, consentirono all'artiglieria navale di portare maggior contributo di fuoco.
Il 23 maggio gli americani attaccarono la cresta Fish Hook ma vennero respinte dall'intenso fuoco nemico, a fine giornata venne deciso dai comandi dell'isola che la cresta verrà conquistata il giorno seguente con un'azione congiunta tra le truppe a nord e a sud; ma il giorno seguente una fanatica resistenza nipponica impedì avanzamenti alle truppe americane.
Intanto i capi di Stato Maggiore, si riunirono per approvare il piano di invasione della vicina isola di Kiska.
Solo dopo scontri corpo a corpo gli americani, il 25 maggio riuscirono a metter piede alle pendici della cresta Fish Hook, che verrà conquistata definitivamente il 27 maggio.
L'ultimo disperato tentativo dei giapponesi, ormai chiusi in una morsa, e costretti nella zona di Chicagof, si rifugiano nelle montagne tutt'intorno, in attesa di sferrare l'ultimo attacco.
Infatti il 29 maggio un violentissimo contrattacco nipponico quasi sfalda le linee americane che resistono, combattendo tutto il giorno e la notte successiva; fu un attacco praticamente suicida, e al 30 maggio tutte le forze giapponesi sull'isola furono praticamente annientate dalle forze statunitensi, più numerose, meglio armate e meglio posizionate.

Lo stesso giorno gli americani occupano l'isola di Shemya.

## Esito
La conquista dell'isola costò molto cara agli americani, che lasciarono sul campo 549 morti e 1140 feriti solo il 29 maggio, mentre da parte giapponese la situazione era ben peggiore, tutta la guarnigione a difesa dell'isola, 2380 uomini, si sacrificò, con 2352 morti, 500 dei quali morti suicidi, solo 28 feriti sopravvissero perché prigionieri.